# NGC 2731
NGC 2731 је спирална галаксија у сазвежђу Рак која се налази на NGC листи објеката дубоког неба.
Деклинација објекта је + 8° 18' 2" а ректасцензија 9h 2m 8,2s. Привидна величина (магнитуда) објекта NGC 2731 износи 13,7 а фотографска магнитуда 14,4. NGC 2731 је још познат и под ознакама UGC 4741, MCG 2-23-21, CGCG 33-48, CGCG 61-45, IRAS 08594+0829, PGC 25376.